# Hanns von Hackelberg
Hanns von Hackelberg (auch Hackelnberg; * angeblich 1521 in Wolfenbüttel; † angeblich 1581 in Wülperode bei Vienenburg) war nach norddeutscher Begebenheit der Wilde Jäger. Sein Name leitet sich vom Herkunftsort seiner Eltern, dem Höhenzug Hakel, ab. Hackelberg stand im Dienst des Herzog Julius von Braunschweig und war Braunschweiger Oberjägermeister. Er genoss bei seinen Vorgesetzten und Waidgesellen großes Ansehen. Er bereitete Hof- und Gesellschaftsjagden vor und leitete diese. 

## Grabplatte

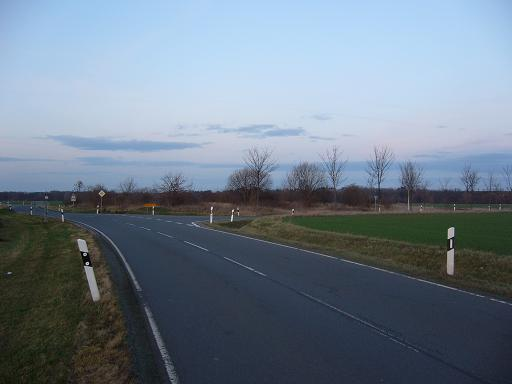
Stelle des ehemaligen Klepperkruges

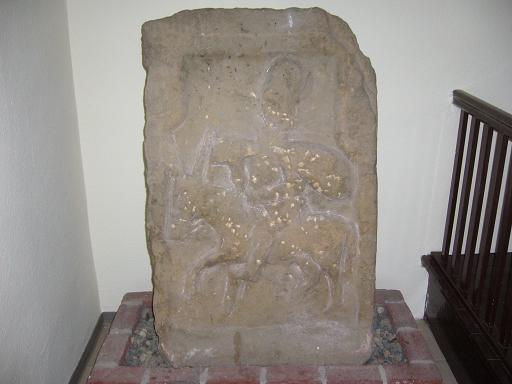
Grabstein von Hanns von Hackelberg

In der Wülperoder Gegend stand unweit der Oker im so genannten Steinfeld der nach dem Dreißigjährigen Krieg 1672 wieder erbaute Klepperkrug. In dessen Garten soll sich ein Friedhof befunden haben. Auf einem dort vorhandenen Grabstein befindet sich ein Bildnis von Hackelberg. Die Grabplatte zeigt einen auf einem Pferd reitenden Mann mit einem „Hohen Hut“ und wehendem Mantel, der in der Rechten eine Armbrust, in der Linken die Zügel hält. Zwei Hunde laufen frei nebenher.
Beim Bau der Grenzanlagen der deutsch-deutschen Grenze wurde der Klepperkrug wieder abgerissen. Der Grabstein wurde anschließend gemäß DDR-Anordnung in die Wülperoder Grenzerkaserne fortgeschafft. Nach deren Wegzug haben Kinder Anfang der 1990er Jahre den Stein aus Unwissenheit mit Steinen beworfen, so dass die Bildhauerei stark beschädigt wurde. Die Platte hatte die Inschrift: „Anno Domini 1581, den 3. Maarci“. Heute steht die Grabplatte im Wülperöder Dorfgemeinschaftshaus.

## Legende
Der Legende nach träumte Hackelberg in der Nacht vor der Jagd, dass er von einem starken Keiler angegriffen und schwer verletzt würde. Die anderen Jäger rieten ihm deshalb von der Teilnahme an der Jagd ab. Er missachtete die Warnung und nahm an der Jagd teil. Der Traum erfüllte sich: Ein blutender Keiler griff ihn an, ein Treffer aus der Armbrust schien dem Tier nichts anhaben zu können. Mit Hilfe einer Saufeder und eines Hirschfängers gelang es Hackelberg, das Tier zu erlegen. Wieder erholt, ging man am Abend auf der Harzburg zum gemütlichen Teil über. Bei diesem Fest stand selbstverständlich der Keiler im Mittelpunkt und das Haupt des starken Keilers wurde gesondert bei Eichenlaub und Kerzenschein aufgebahrt. Hackelberg verspottete das erlegte Tier und hob das Haupt vom Tische mit einer Hand auf, hielt das Haupt am ausgestreckten Arm zur Festgesellschaft und sprach die überlieferten Worte: „Nun hast du mir doch nichts anhaben können.“ Hiernach glitt ihm das Haupt aus der Hand und fiel mit dem Hauer voran auf seinen Fuß. Der messerscharfe und spitze Hauer durchdrang den Stiefel sofort und durchbohrte seinen rechten Fuß bis zur Sohle. Er schenkte der anfänglich für seine Verhältnisse geringfügigen Verwundung kaum Beachtung. Doch schon am nächsten Tag hatte sich die Wunde entzündet. Auf der Rückreise nach Wolfenbüttel entlang der Oker musste Rast eingelegt werden. Hier bot sich der Klepperkrug (Klöpperkrug) vor Wülperode an der Landstraße von Vienenburg nach Schladen an. Hackelberg starb noch am selben Abend an seiner Verwundung. Aber Ruhe fand er nicht, er verfluchte sich vor seinem Tod selbst und jagt bei Sturm mit seinem Ross und seinen Hunden „okerauf und okerab“. Man beerdigte den Leichnam im Garten des Gasthauses und deckte dies später mit einer Grabplatte aus Sandstein ab.
Die Legende ist in vielfach variierter Form in der Harzgegend, am Solling und an weiteren Orten Norddeutschlands bekannt. Ihr physischer Ursprung liegt möglicherweise im tosenden Sturmwind. Die Person des Wilden Jägers hat Ähnlichkeit mit dem Windgott Wodan.

## Sagen
- Ludwig Bechstein: Der Hanns von Hackelnberg und die Tut-Osel[1] (Sage spielt hier im Harz, Harzvorland, Burg Harzburg, Selketal, Bodetal, Stadt Quedlinburg, Burg Dummburg, Schlösschen Meisenberg im Selketal usw.)